# 2010년대 대한민국의 베스트셀러 목록
다음은 2010년대에 대한민국 베스트셀러의 연도순 목록이다.
- 2010년 대한민국의 베스트셀러 목록
- 2011년 대한민국의 베스트셀러 목록
- 2012년 대한민국의 베스트셀러 목록
- 2013년 대한민국의 베스트셀러 목록
- 2014년 대한민국의 베스트셀러 목록
- 2015년 대한민국의 베스트셀러 목록
- 2016년 대한민국의 베스트셀러 목록
- 2017년 대한민국의 베스트셀러 목록
- 2018년 대한민국의 베스트셀러 목록
- 2019년 대한민국의 베스트셀러 목록

## 같이 보기
- 2010년대 베스트셀러 목록
- 2000년대 대한민국의 베스트셀러 목록